# Goera ranauana
Goera ranauana är en nattsländeart som beskrevs av Georg Ulmer 1951. Goera ranauana ingår i släktet Goera och familjen grusrörsnattsländor. Inga underarter finns listade i Catalogue of Life.